# Datarpur
Datarpur fou un estat natiu de l'Índia, avui a Himachal Pradesh, que va ser independent fins vers el 1809 quan davant els atacs gurkhes, va quedar sota protecció del maharajà Ranjit Singh que el va convertir en un jagir, i a la mort del raja Govind el 1818, el seu successor Jagat Chand va haver d'entregar el seu domini rebent un petit jagir pel seu manteniment. El jagirdar es va revoltar el 1848 i fou deportat a Almora on va morir el 1877; la casa reial encara existeix. Estava governat per una dinastia katoch del clan dadhwal.
L'estat fou fundat vers la meitat del segle XVI i va tenir 11 sobirans el primer dels quals va donar el seu nom a l'estat:
- 1. Raja Datar Chand vers 1550
- 2. Raja Ganesh Chand
- 3. Raja Chatar Chand
- 4. Raja Udai Chand
- 5. Raja Prithi Chand
- 6. Raja Jai Chand
- 7. Raja Dalel Chand
- 8. Raja Ugar Chand
- 9. Raja Nand Chand ?-1806
- 10. Raja Govind 1806-1818
- 11. Raja Jagat Chand 1818-1848 (+1877)